# ニジェール・デルタ

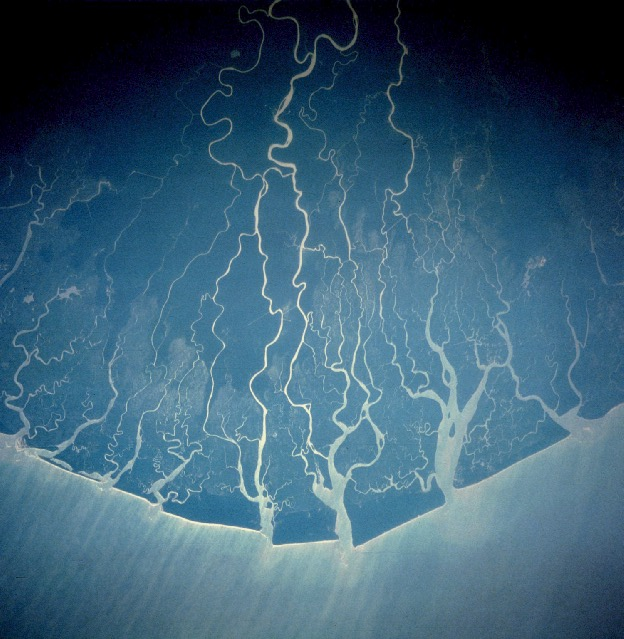
スペースシャトルからの画像。上が北

ニジェール・デルタ (英語:Niger Delta、イボ語:Mba Mmiri) はナイジェリア南西部に位置しギニア湾に面したニジェール川の三角州地帯である。

## 概要

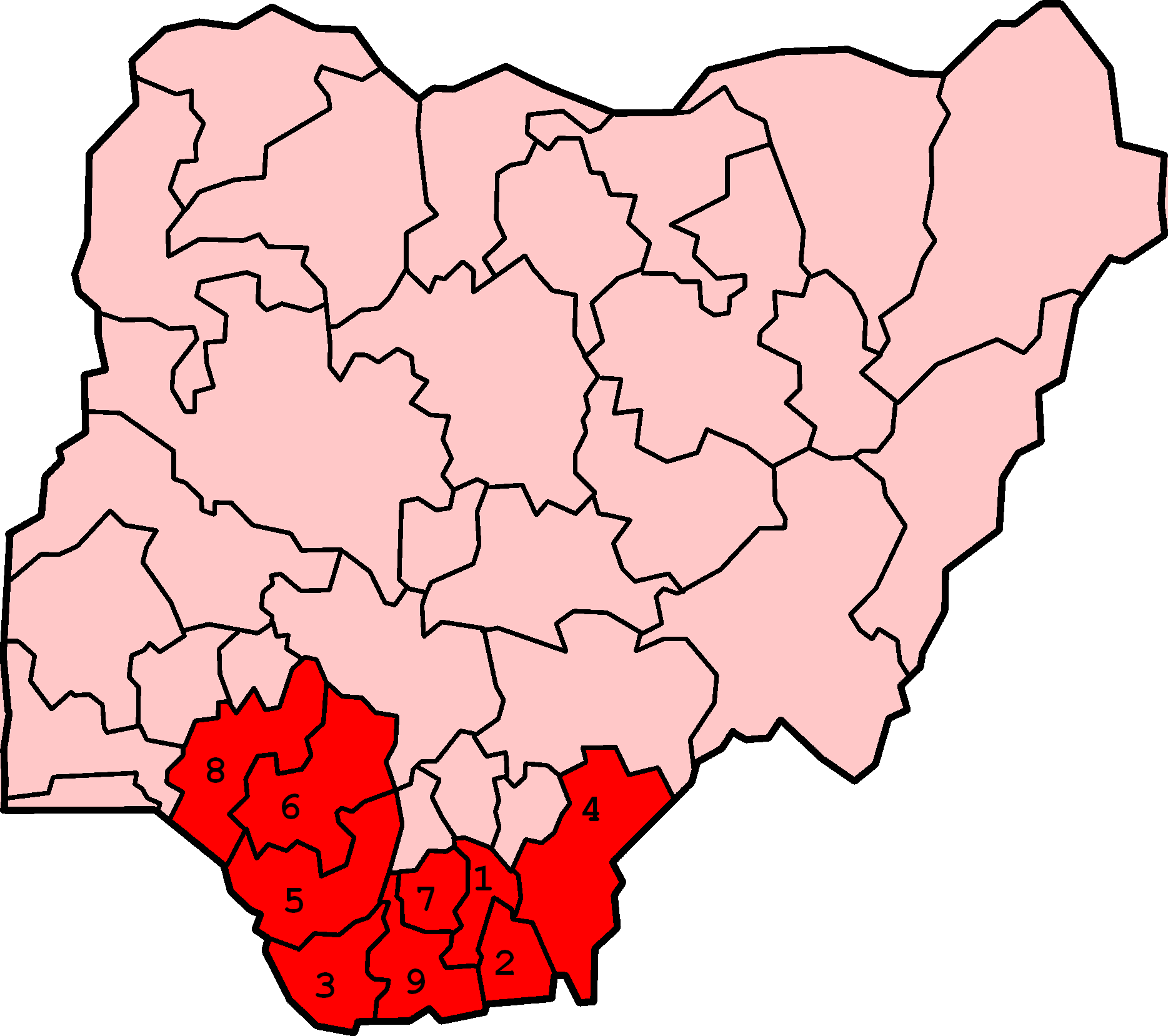
ニジェール・デルタに含まれる9州

ニジェール川の河口一帯はマングローブを中心とする熱帯雨林で、古代から中世までベニン王国などの多くの民族が栄えたが、イギリスの植民地とされるとアブラヤシの栽培が盛んになりオイル・リバーズとも呼ばれるようになった。1885年から一帯はイギリスによるオイルリバーズ保護領（英語: Oil Rivers Protectorate）、1893年からニジェール海岸保護領に組み入れられた。
ニジェール・デルタの面積はナイジェリア政府の公式な定義では7万平方キロにおよびナイジェリア国土の7.5%を占め、アフリカ最大である。1996年以降の区分で含まれる州はアクワ・イボン州、アビア州、イモ州、エド州、オンド州、クロスリヴァー州、デルタ州、バイエルサ州、リヴァーズ州であり、人口は約2千万人で250以上の言語を話す40以上の民族が住む。先住民の主要な伝統的な産業は釣りと農業である。
1950年代後半に始まった油田開発以降ニジェール・デルタは産油地帯となり、ポートハーコートがその中心地である。ナイジェリアはアフリカ最大の石油産出国となり、生産量は日量200万バレルに上る。1975年以降この地域の石油収入はナイジェリアの輸出高の75%以上を占めるようになった。
三角州の熱帯雨林とマングローブにはスクレーターグエノン、アカハラグエノン、ニジェールアカコロブスを含むアカコロブス属、コビトカバ、ヨウムなどが生息している。オグタ湖、上オラシ森林保護区と西アポイ分流一帯はラムサール条約登録地である。

## 治安
20世紀後半の石油生産に伴った環境破壊と石油収入の配分の偏りなどが、地元の先住民などが不満を募らせる原因となっている。1998年10月17日には大規模なパイプラインの爆発があり、1200人以上が犠牲になった。これらにより多くの環境運動や民族紛争が生じている。著名なものでは1967年 - 1970年のビアフラ戦争、1990年代のオゴニの虐殺、2006年のイジョのニジェール・デルタ解放運動による誘拐事件など。
また、大規模な石油開発は農業や漁業に影響をもたらし、地域住民の伝統的経済基盤を損ねている。2010年代後半からは、ナイジェリア沿岸で海賊行為が頻発したが、海賊の多くが貧困にあえぐニジェール・デルタの出身者であると推測されている。

## 環境問題
石油施設の老朽化や盗掘目的の人為的な破壊が原因で毎年400件以上の石油流出が発生しており、地球上で最も汚染された場所の1つに数えられる。石油流出によって水や土地が汚染され、農業・漁業は成り立たなくなっている。
またマングローブは石油流出による枯死、貧困にあえぐ住民による違法伐採で減少傾向にある。そこに海面上昇が加わり、沿岸地域は海岸侵食に悩まされている。